# Список об'єктів Світової спадщини ЮНЕСКО в Кабо-Верде
У списку об'єктів Світової спадщини ЮНЕСКО у Кабо-Верде налічується 1 найменування (станом на 2023 рік).
Кольорами у списку позначено:
| № | Зображення | Назва                                                                                                | Місцеположення | Час створення      | Час внесення до списку | №    | Критерії    |
| - | ---------- | --- | -------------- | ------------------ | ---------------------- | ---- | ----------- |
| 1 |            | Сідаде-Веля, історичний центр Рібейра-Гранде (англ. Cidade Velha, Historic Centre of Ribeira Grande) | Кабо-Верде     | XVI—XVIII століття | 2009                   | 1310 | ii, iii, vi |